# Луки (ботанічний заказник)
Лу́ки — ботанічний заказник місцевого значення в Україні. Розташований у межах Ніжинського району Чернігівської області, на північний схід від села Переяслівка.
Площа 243 га. Статус присвоєно згідно з рішенням Чернігівського облвиконкому від 04.12.1978 року № 529; рішення від 27.12.1984 року № 454; рішення від 28.08.1989 року № 164. Перебуває у віданні ДП «Ніжинське лісове господарство» (Вертіївське л-во, кв. 56-60).
Статус присвоєно для збереження частини лісового масиву з високопродуктивними насадженнями дуба. У домішку — сосна, береза, вільха, осика.

## Галерея

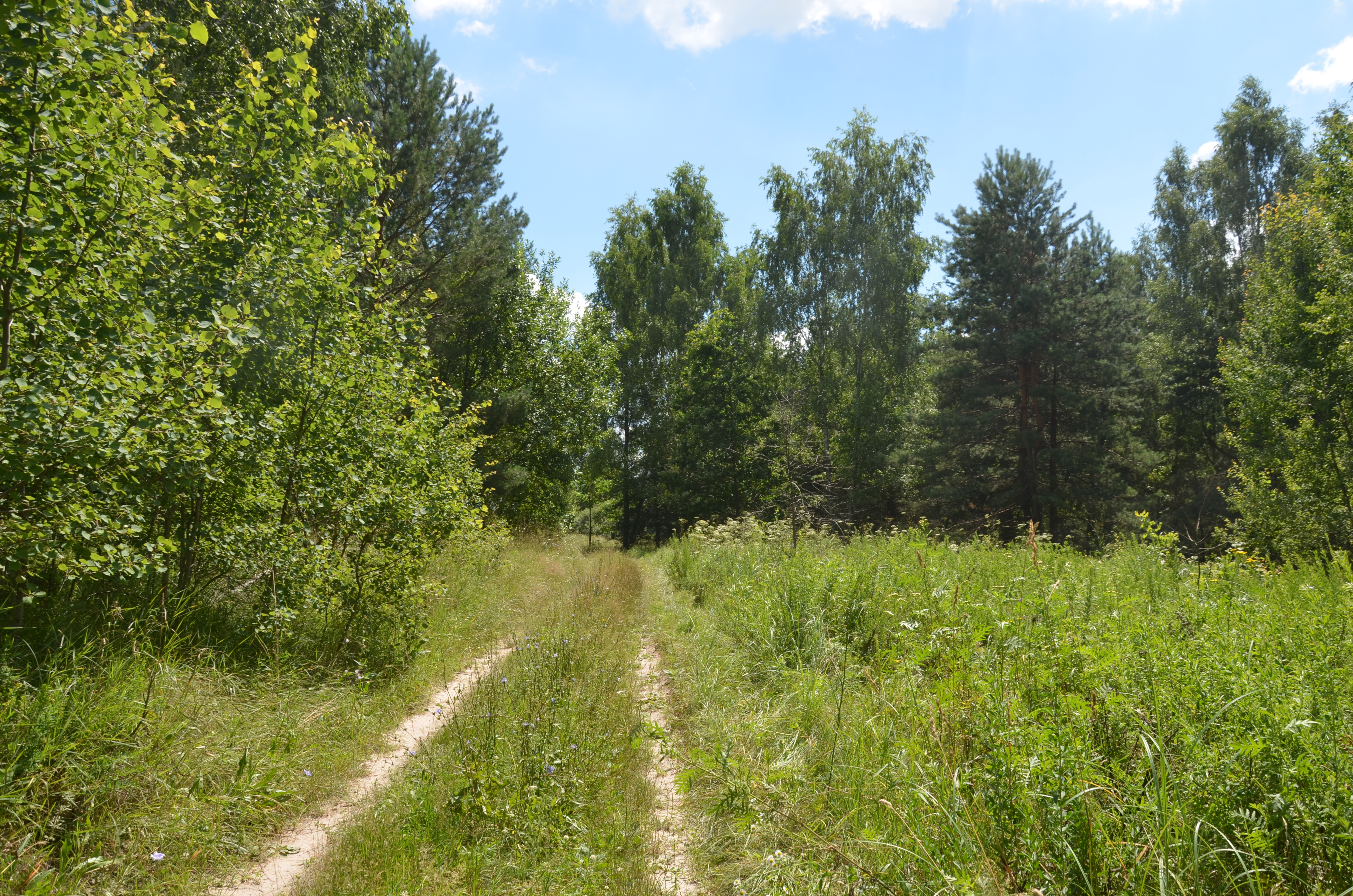
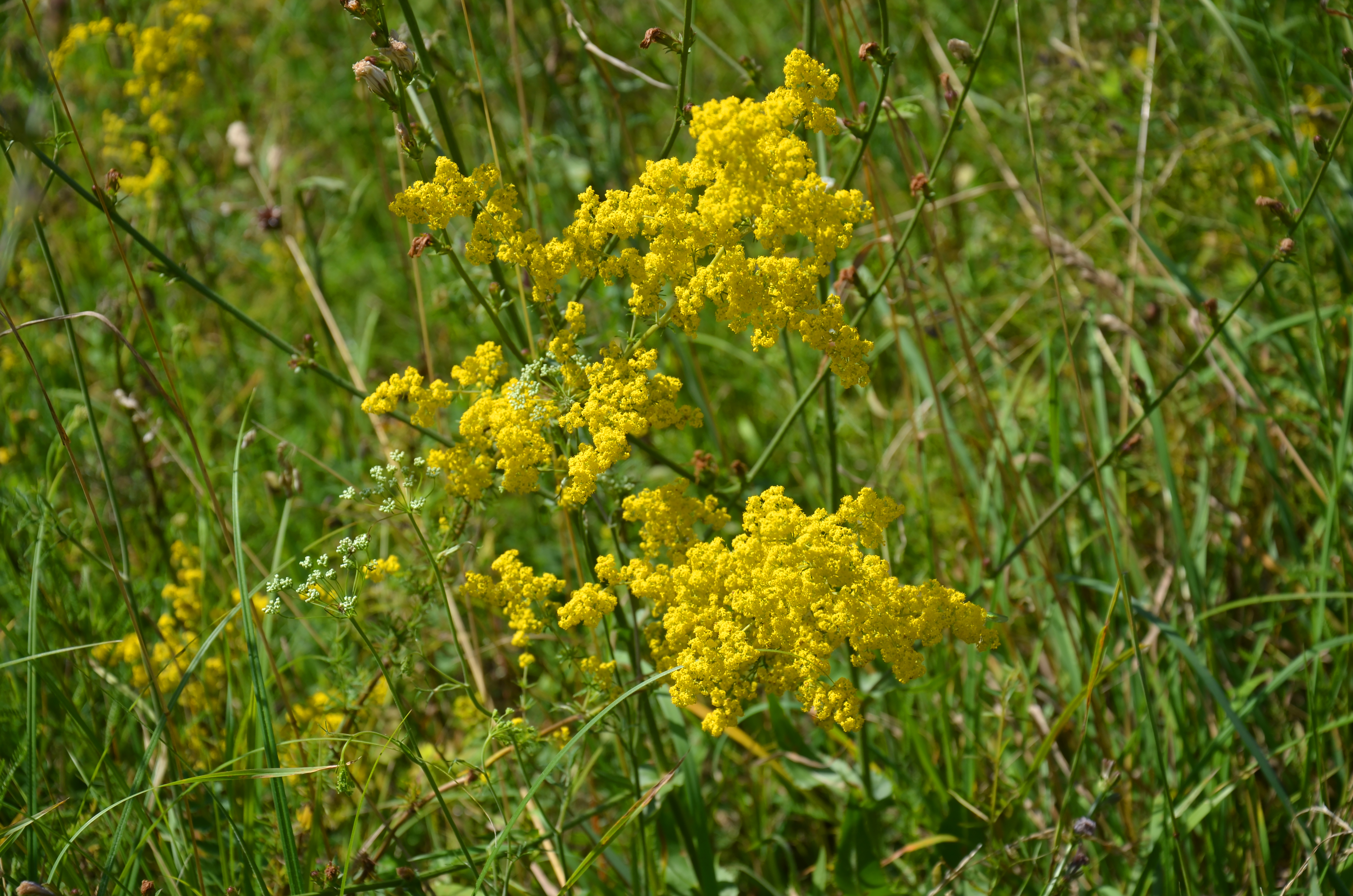
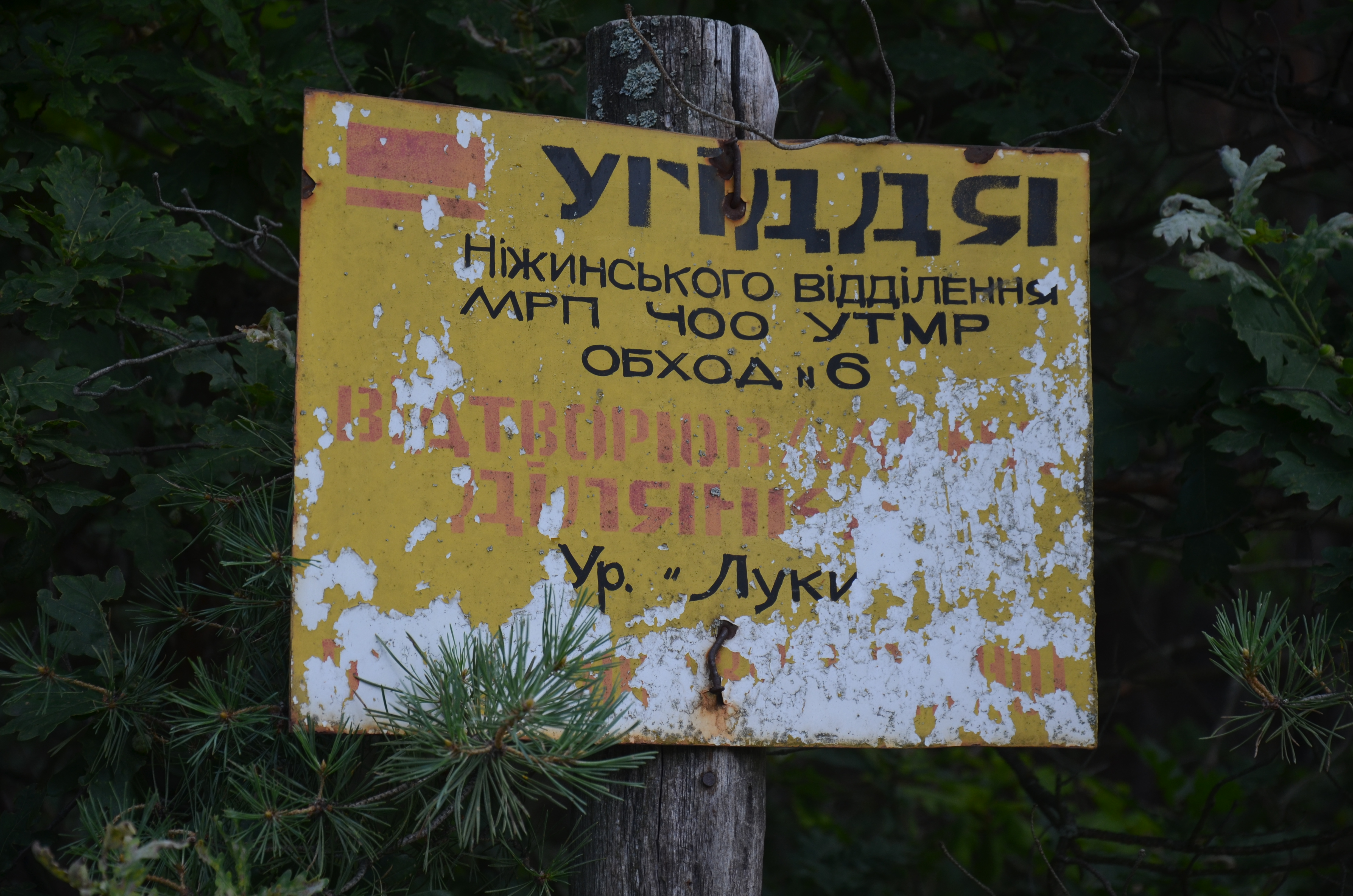